# Dominik Krysiński

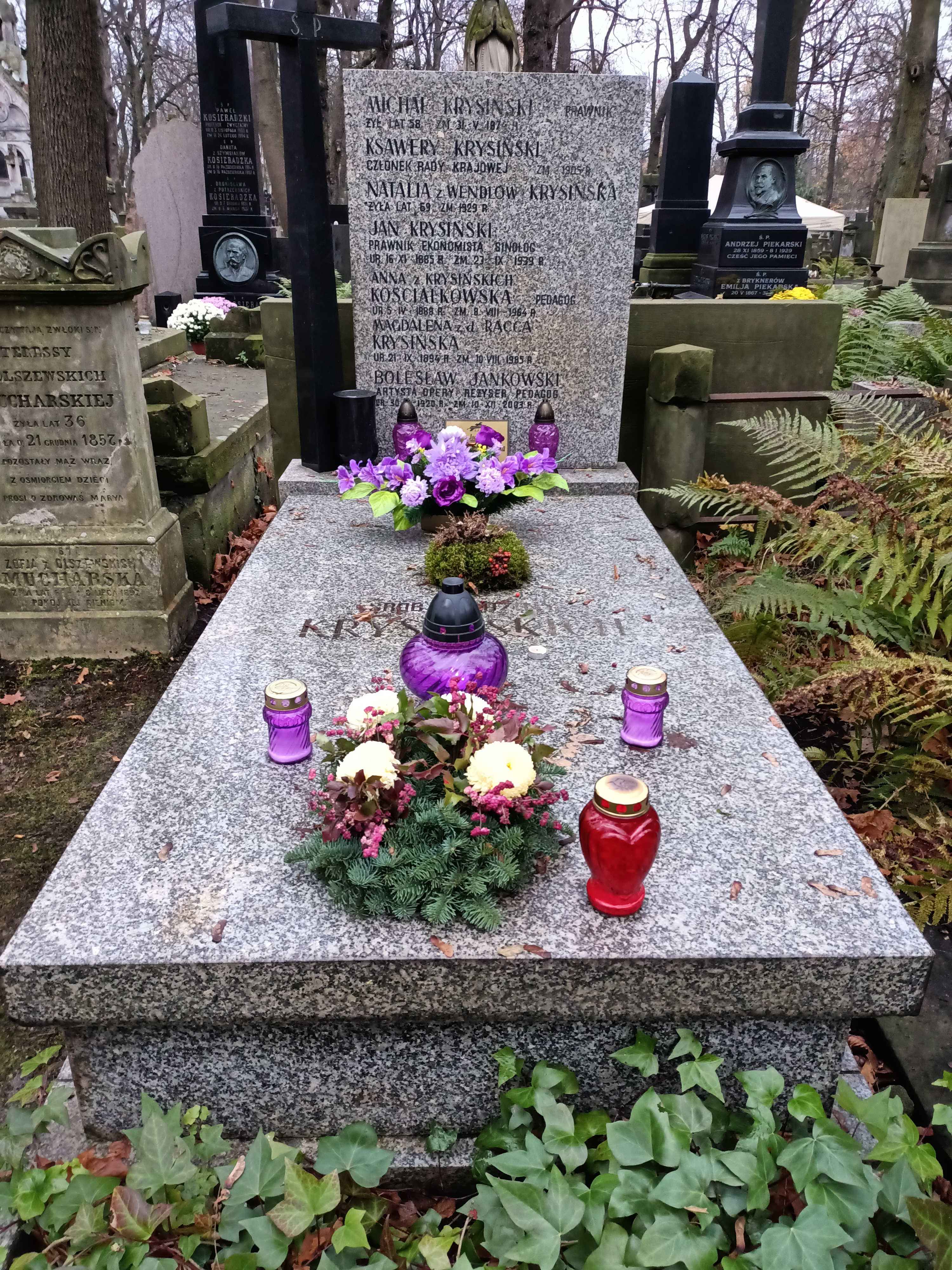
Nagrobek Dominika Krysińskiego na cmentarzu Powązkowskim w Warszawie

Dominik Krysiński herbu Leliwa (ur. 5 sierpnia 1785 w Warszawie, zm. 17 kwietnia 1853 tamże) – polski naukowiec i ekonomista, wolnomularz, przedstawiciel polskiego nurtu liberalnego ekonomii klasycznej. Profesor ekonomii w Szkole Głównej Administracji i Prawa. Członek Towarzystwa Przyjaciół Nauk. Pochodził z rodziny żydowskich uszlacheconych frankistów-neofitów, deputowany na Sejm miasta Warszawy w roku 1818, profesor Królewskiego Uniwersytetu Warszawskiego w 1829 roku. Pochowany na cmentarzu Powązkowskim w Warszawie (kwatera 32-4-16/17).
W 1813 poślubił Eleonorę Józefowicz, miał czwórkę dzieci.
W 1812 roku przystąpił do Konfederacji Generalnej Królestwa Polskiego.
Członek czynny Towarzystwa Królewskiego Przyjaciół Nauk w Warszawie w 1829 roku. 

## Wybrane dzieła
- O ekonomii politycznej (1812)[7]
- O arytmetyce politycznej[8]
- Niektóre myśli o nauce gospodarstwa krajowego (1829)[9]